# Championnat d'Afrique féminin de volley-ball 2001
Navigation
Édition précédente Édition suivante
Le 10e championnat d'Afrique féminin de volley-ball s'est déroulé du 5 novembre 2001 au 11 novembre 2001. Il a mis aux prises les quatre meilleures équipes continentales.

## Classement final
| Place              | Équipe         |
| ------------------ | -------------- |
| Médaille d'or      | Seychelles     |
| Médaille d'argent  | Nigeria        |
| Médaille de bronze | Cameroun       |
| 4                  | Afrique du Sud |